# احزاب

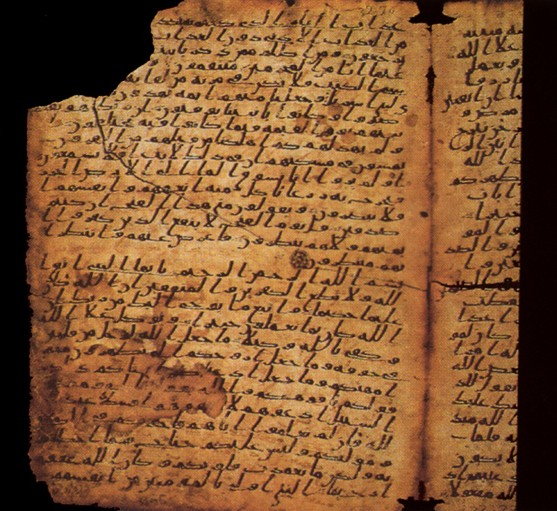
نسخه‌ای از نسخه‌های خطی صنعا شامل آیات انتهایی سوره سجده و آیات ابتدایی سوره احزاب به خط حجازی متعلق به قرن اول هجری.

سورهٔ احزاب سورهٔ ۳۳ از قرآن است و ۷۳ آیه دارد.
سورهٔ احزاب در جزء ۲۱ قرآن حزب ۱٫۲ واقع است. این سوره ۱۳۰۷ کلمه دارد. این سوره مدنی است و نامگذاری آن به این دلیل است که بخش مهمی از سوره به اتفاقات جنگ احزاب (خندق) اختصاص دارد. این سوره به نکوهش رسم جاهلیِ ظِهار و پسرخواندگی می‌پردازد. پس از شرح ماجرای جنگ احزاب و نکوهش منافقان، به مسئلهٔ همسران پیامبر می‌پردازد و آنان را الگوی زنان مسلمان معرفی می‌کند. سپس به داستان زینب بنت جحش اشاره می‌کند و در مورد حجاب نیز سخن می‌گوید. موضوع معاد آخرین مبحث این سوره است.

## فهرست آیات
- آیات ۲۸ تا ۳۴
- آیه ۳۳ (آیه تطهیر)
- آیات حجاب در قرآن